# إيفونا ماتيتش
إيفونا ماتيتش (بالكرواتية: Ivona Matić) مواليد 5 سبتمبر 1986 في دوبروفنيك، جمهورية يوغوسلافيا الاشتراكية الاتحادية، هي لاعبة كرة سلة كرواتية. لعبت مع نادي غوسبيتش لكرة السلة للسيدات ونادي نوفي زغرب لكرة السلة في الدوري الكرواتي لكرة السلة للسيدات.